# Бляха

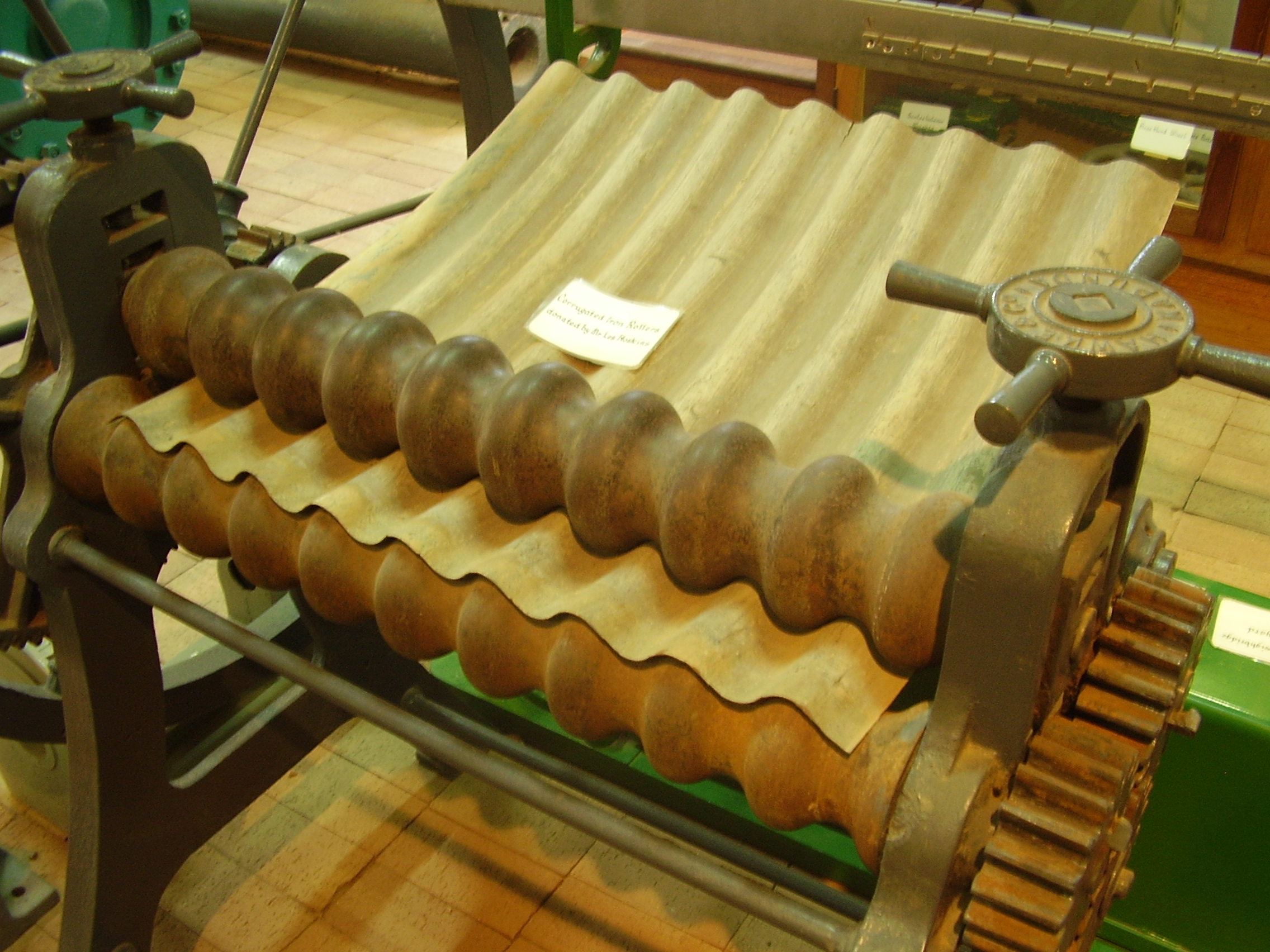
Гофрована бляха

Бля́ха (від нім. Blech через пол. blacha), також жерсть (від рос. жесть, запозиченого з тюркських мов, епентичне «р», очевидно, під впливом «шерсть») — тонкий листовий метал (сталь, алюміній та ін.) з антикорозійним покриттям. Товщина бляшаного листа 0,08—0,90 мм. Найбільш поширена біла бляха, покрита оловом. Невкрита оловом відпалена бляха називається «чорною». Бляху виробляють у листах 512—1000 X 712—2000 мм або в рулонах завширшки до 1 м, масою до 15 т.
Окрім олова, для покриття бляхи застосовують цинк, хром, спеціальні лаки.